# In a Glass House
In a Glass House är ett musikalbum av den engelska progressiva rockgruppen Gentle Giant, utgivet 1973. Det var det första albumet av gruppen utan Phil Shulman.

## Låtlista
1. "The Runaway" - 7:16
2. "An Inmates Lullaby" - 4:40
3. "Way of Life" - 8:04
4. "Experience" - 7:51
5. "A Reunion" - 2:11
6. "In a Glass House" - 8:09